# Vilesa
Vilesa és una antiga caseria del terme municipal de Baix Pallars, a la comarca del Pallars Sobirà. Pertanyia a l'antic terme, suprimit el 1969, de Baén. El segle xix pràcticament en romania ja tan sols una masia d'Useu.
Està situat al sud-oest del poble de Baén, al nord-nord-est d'Useu i a llevant del Pui. És a la dreta de la Llau del Coscoller, a migdia de l'extrem de ponent del Serrat dels Boixos. Vilesa compta amb capella pròpia, dedicada a sant Antoni de Pàdua. Al nord-est de Vilesa, molt a prop i al mig del bosc, hi ha les restes de la Torre de Vilesa.
Joan Coromines explica Vilesa a partir de Vilella. Es tracta d'una transformació fonètica precatalana, a partir del diminutiu del mot comú vila.
Pascual Madoz hi dedica un breu article al seu Diccionario geográfico…, amb el títol de Vilesa o Vileta. S'hi pot llegir que forma una sola casa, en una petita vall plana envoltada de muntanyes. Pertany a la jurisdicció d'Useu i a la parròquia de Sant Andreu de Baén. El terreny hi és trencat, amb caça abundant de llebres, perdius i conills. Té força aigua, en diverses fonts.

## Comunicacions
Mena a Vilesa la pista de Baén, que arrenca del punt quilomètric 295,2 de la carretera N-260, des d'on travessa la Noguera Pallaresa pel pont de Baén. Per aquesta carretera, de forta pujada i nombrosos revolts, després de trobar els desviaments a Bresca i a Useu, la pista ascendeix pel vessant meridional del Serrat de Corrotes, on s'hi troba el Pui. Una mica més endavant es troba Vilesa, al costat dret de la pista.